# Ema Umek
Ema Umek, slovenska zgodovinarka in arhivistka, * 14. april 1929, Ljubljana. 

## Življenje in delo
Gimnazijo je obiskovala v Ljubljani (1939-1947) in nato študirala zgodovino na ljubljanski Filozofski fakulteti (1947-1952), kjer je 1952 tudi diplomirala. V letu 1952–53 je bila profesorica zgodovine na gimnaziji v Kamniku, od 1953 arhivistka v Arhivu SRS in bila v letih 1984−88 tudi njegova direktorica. V zimskem semestru 1978/79 je pričela predavati  arhivistiko na oddelku za zgodovino na FF v Ljubljani. Leta 1976 je postala članica I. ekspertske grupe za dunajske arhive pri izvajanju pogodbe z Avstrijo o prenosu arhivskega gradiv v Jugoslavijo. S področja zgodovine in arhivistike je objavila več člankov in razprav, mdr.: Gradnja kanalov na Ljubljanici v prvi polovici 18. stol. (1956); Kuga na Štajerskem 1679–1683 (1958); Trgovski promet po Savi v 18. stol. (1964); Doneski k zgodovini ovčereje na Krasu in v slovenski Istri (1957); Kmetijska družba na Kranjskem (1962); Katalog dokumentov za kmečke upore (1973); Oris nastanka in razvoja arhivskih zavodov na obalnem območju (1975) in druge.
Napisala je knjigo Samostani Kostanjevica, Pleterje in Stična (COBISS) ter brošuro Osnovi organizacije stručnog rada u arhivima SFRJ (skupaj z M. Oblak–Čarni, 1976). Sodelovala je še pri drugih publikacijah, npr.: Splošni pregled fondov Državnega arhiva LRS (1960); Vodnik po arhivih Slovenije (1965); Slovenščina v dokumentih skozi stoletja (1971); I. Cankar in delavsko gibanje (1976); Vodnik po župnijskih arhivih I-II (1975), katalog Nacionalni in socialni programi pri Slovencih (1975). Leta 1978 je postala urednica časopisa Arhivi. 